# هترن
هترن (به هلندی: Heteren) یک منطقهٔ مسکونی در هلند است که در افربیتووه واقع شده‌است. هترن ۵٬۲۰۰ نفر جمعیت دارد.